# Saarpfalz-Kreis
Saarpfalz-Kreis er en Landkreis i den syd-østligste del af den tyske delstat Saarland.  
Den grænser til følgende landkreise: (fra vest og i urets retning) Regionalverband Saarbrücken, Neunkirchen. Kusel og Südwestpfalz fra Rheinland-Pfalz, Zweibrücken og det franske departement Moselle.
Homburg fungere som administrationsby. 

## Byer og kommuner
(indbyggere pr. 31. december 2008)
| Byer                                                                                    | Kommuner                                                        |
| --------------------------------------------------------------------------------------- | --------------------------------------------------------------- |
| 1. Bexbach (18.457) 2. Blieskastel (22.422) 3. Homburg (43.691) 4. St. Ingbert (37.652) | 1. Gersheim (6972) 2. Kirkel (10.105) 3. Mandelbachtal (11.486) |